# Adanai metró
Az Adanai metró (török nyelven: Adana metrosu) Adana város metróhálózata. A hálózat jelenleg egy vonalból áll, melynek hossza 13,5 km és összesen 13 állomás található rajta. Éves utasforgalma 14 000 000 fő (2011).

## Története
Az adanai gyorsvasút története 1988-ban kezdődött, miután Aytaç Durak polgármester és Mithat Özsan, a Çukurova Egyetem rektora a Közlekedési Minisztériumhoz fordult. A PMBI A.Ş. és a Brinckerkoff Int. Inc. konzorciuma 1990. május 30-án elkészítette a megvalósíthatósági jelentést. A jelentést az Állami Tervezési Ügynökség jóváhagyta, és a gyorsvasúti rendszer megépítése bekerült az 1993-as beruházási programba. A projektet 1996-ban 340 millió amerikai dollárért az Adtranz-Alarko-ABB Electric konzorciummal szerződtették.
A projekt útvonala mentén található új lakóövezetek elhelyezése, valamint Észak- és Dél-Adana jobb integrációja érdekében Adana Fővárosi Önkormányzata úgy döntött, hogy a projektterv módosítását a vonal Dél-Adana felé történő meghosszabbításával végzi el. Az eredeti projekt legdélebbi pontja a D-400-as állami út volt. A módosításokat az Állami Tervezési Ügynökség 1999-ben hagyta jóvá, és a metró építése 1999. január 28-án kezdődött.
A metró építése során bekövetkezett váratlan költségnövekedés miatt a projekthez többletfinanszírozásra volt szükség. A Fővárosi Önkormányzat újabb finanszírozás iránti kérelmet nyújtott be az Állami Tervezési Ügynökséghez, de a kérelmet elutasították. Ennek következtében a metró építése 2002-ben leállt. Hat év elteltével az önkormányzatnak sikerült jóváhagyást szereznie 194,2 millió amerikai dollárnyi új finanszírozásra, és az építkezés 2008ban folytatódott.
2009. március 18-án a metrót részben megnyitották a Hastane és Vilayet állomások közötti 8 km-es szakaszon, a Hyundai Rotemtől vásárolt 36 kocsis járműparkkal. Három hónapos szabad üzem után a metró ezen szakaszát lezárták a forgalom előtt, hogy befejezzék a Vilayet és Akıncılar közötti 5 km-es földalatti szakaszt.
Az adanai metró minden szakasza 2010. május 14-én nyílt meg a teljes körű közforgalom számára.
A metróépítés részeként 5 m átmérőjű, 15–16 m közötti mélységű, 1,13 km hosszúságú, vágott és fedett alagutakat építettek. A megépített alagutak néhány méterrel mélyebbek, mint a földalatti vízszint (12 m).

## Állomások
- Hastane
- Anadolu Lisesi
- Huzurevi
- Mavi Bulvar
- Yurt
- Yeşilyurt
- Fatih
- Vilayet
- İstiklal
- Kocavezir
- Hürriyet
- Cumhuriyet
- Akıncılar